# Затон ЛОРПа
Затон ЛОРПа —  село в Олекминском районе Республики Якутия России. Является пригородом Олёкминска, входит в муниципальное образование Городское поселение город Олёкминск.
Население составляет 1 чел. (2021).

## География
Село находится в юго-западной части Якутии, в пределах левобережной части долины реки Лены, в 3 километрах от Олёкминска.
Климат
Климат характеризуется как резко континентальный. Средняя температура воздуха самого тёплого месяца (июля) составляет 18 °C; самого холодного (января) — −30 − −35 °C. Среднегодовое количество атмосферных осадков составляет 200—300 мм.

## История
Согласно Закону Республики Саха (Якутия) от 30 ноября 2004 года N 173-З N 353-III село вошло в образованное муниципальное образование Городское поселение город Олёкминск.
В прошлом в селе давали участки для жителей под дачи, земли под собственность оформили две семьи, однако в настоящее время в село заброшено.

## Население
| 2002 | 2010 | 2021 |
| ---- | ---- | ---- |
| 12   | ↘4   | ↘1   |

Национальный состав
Согласно результатам переписи 2002 года, в национальной структуре населения русские составляли  67 % от общей численности населения в 12 чел..